# Ethel (Mississippi)
Pour les articles homonymes, voir Ethel.
La ville américaine d’Ethel est située dans le comté d'Attala, dans l’État du Mississippi. Lors du recensement de 2000, sa population s’élevait à 452 habitants.

## Source
- (en) Cet article est partiellement ou en totalité issu de l’article de Wikipédia en anglais intitulé « Ethel, Mississippi » (voir la liste des auteurs).